# Ataque no aeroporto de Cabul em 2021
Em 26 de agosto de 2021, um atentado suicida ocorreu perto de Abbey Gate no Aeroporto Internacional Hamid Karzai em Cabul, Afeganistão. Esse ataque aconteceu horas depois que o Departamento de Estado dos Estados Unidos disse aos americanos fora do aeroporto para irem embora devido a uma ameaça terrorista. Pelo menos 182 pessoas foram mortas no ataque, incluindo treze militares dos Estados Unidos. Mais de 150 pessoas ficaram feridas.
Em 2023, o chefe do Estado Islâmico que organizou o atentado foi morto pelo governo do Talibã.

## Antecedentes
Assim que o Afeganistão caiu sob controle dos Talibãs em 15 de agosto de 2021, o Aeroporto Internacional Hamid Karzai tornou-se a única via segura de sair do Afeganistão. As preocupações com a segurança aumentaram após centenas de membros do Estado Islâmico da Província de Khorasan (EI-K) terem escapado das prisões de Bagram e Pul-e-Charkhi. Horas antes do ataque, diplomatas dos Estados Unidos em Cabul alertaram os cidadãos norte-americanos a deixar o aeroporto devido a ameaças à segurança. O ministro das Forças Armadas do Reino Unido, James Heappey, também alertou sobre uma ameaça altamente confiável de ataque ao aeroporto de Cabul por militantes do Estado Islâmico. As embaixadas dos Estados Unidos, Reino Unido e Austrália por sua vez, alertaram sobre ameaças dum possível ataque à segurança do aeroporto.
O presidente dos EUA, Joe Biden, teria recebido vários avisos de um potencial ataque durante a semana anterior ao ataque.

## Ataque

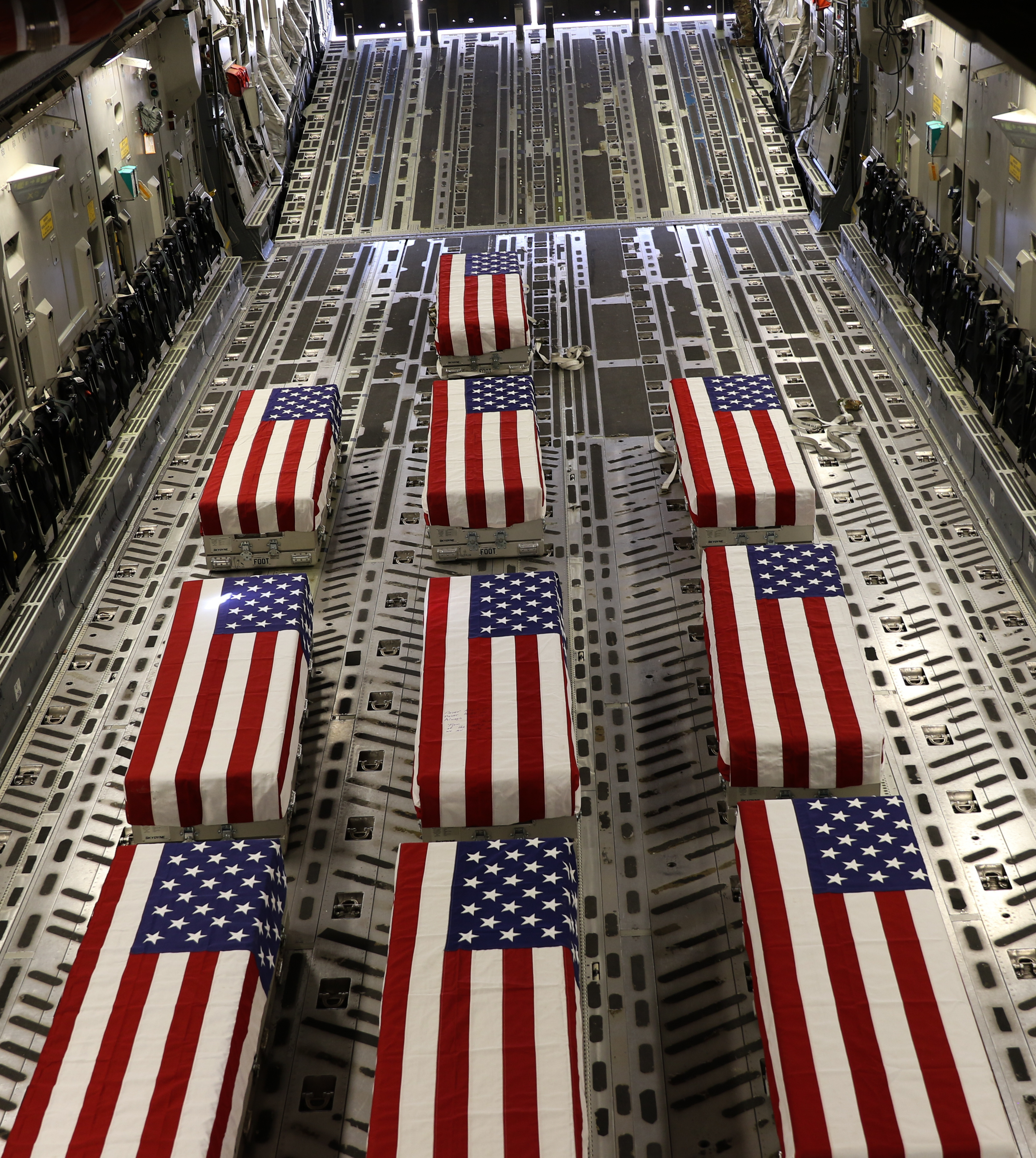
Caixões levando os restos mortais dos treze militares americanos mortos no atentado

O ataque foi realizado pelo Estado Islâmico da Província de Khorasan (EI-K) em meio à evacuação do Afeganistão de 2021. Uma multidão de civis locais e estrangeiros fugiu para o aeroporto para evacuar. Em Abbey Gate, um dos portões de entrada do aeroporto, um homem-bomba detonou um explosivo. Após a explosão, houve tiros e todos os portões do aeroporto foram fechados. Pelo menos 72 pessoas foram mortas durante o ataque, incluindo 60 civis afegãos e 12 militares dos EUA. Pelo menos mais 200 pessoas ficaram feridas,  incluindo vários membros do Talibã e quinze funcionários dos EUA. Os doze americanos falecidos foram identificados como onze fuzileiros navais e um oficial da Marinha. Inicialmente, relatos errôneos reportaram uma segunda explosão ocorreu no Baron Gate, nomeado em homenagem ao vizinho Baron Hotel em Cabul. No dia seguinte, o Pentágono confirmou que não houve uma segunda explosão. O Baron Hotel foi usado no passado como um ponto de encontro para resgate e evacuação de cidadãos americanos. O hotel também serviu como centro de processamento para o povo afegão que foge do país para escapar do controle dos talibãs.

## Reações
- Por meio de um tweet de seu porta-voz, o Talibã condenou o ataque, dizendo que "os círculos malignos serão estritamente interrompidos".[32]
- Abdullah Abdullah, ex-Chefe do Executivo do Afeganistão e atual líder da Coalizão Nacional do Afeganistão, condenou o ataque.[33]
- O presidente americano Joe Biden prometeu retaliação contra os terroristas que perpetraram o atentado, enquanto vários países (especialmente da OTAN) demonstraram simpatia com os Estados Unidos.[34]

### Ataques aéreos
Em 27 de agosto, os Estados Unidos lançaram um ataque aéreo contra supostos membros do EI–K na província de Nangarhar. Pelo menos duas pessoas, ligadas ao atentado, foram mortas.
Em 29 de agosto, um ataque realizado por drone foi executado pelos Estados Unidos, contra um veículo que estaria carregando uma pessoa suspeita de ser integrante do EI-K, buscando chegar ao aeroporto para realizar um novo atentado. De acordo com familiares, 10 civis próximos foram mortos, incluindo sete crianças. Alguns dos mortos haviam anteriormente trabalhado para organizações internacionais, e possuíam vistos permitindo sua entrada nos Estados Unidos. O Pentágono não negou as mortes dos civis, e iniciou uma investigação sobre o caso. Um comunicado anterior havia alegado que houve explosões subsequentes após o bombardeio, o que de acordo com a BBC "insinuava a presença de explosivos no local". Parentes das vítimas negaram a presença de explosivos, e negaram qualquer conexão entre o motorista e o EI-K.

### Reações aos ataques aéreos
As mortes causadas pelo ataque por drone foram condenadas pela Anistia Internacional, notando que "por duas décadas, os Estados Unidos realizaram ataques sem nenhuma prestação de contas ao público sobre quantos civis foram mortos por ações dos americanos no Afeganistão e em outros países. É inescrupuloso que a administração Biden continue a operar sob esse véu de sigilo". O ataque também foi criticado pela política americana Ilhan Omar e pelo Conselho para as Relações Americano-Islâmicas.